# Wereldkampioenschappen beachvolleybal 2001 (vrouwen)
Het vrouwentoernooi tijdens de wereldkampioenschappen beachvolleybal 2001 werd van 1 tot en met 4 augustus 2001 gehouden in Klagenfurt.   Het Braziliaanse duo Adriana Behar en Shelda Bede wist hun wereldtitel te prolongeren tegen hun landgenoten Sandra Pires en Tatiana Minello. Het brons naar het Tsjechische duo Eva Celbová en Soňa Nováková.

## Groepsfase
|  | Naar laatste 32 |

### Groep A
| # | Ploeg                  | Wedstrijden | Wedstrijden | Wedstrijden | Spelpunten | Spelpunten | Spelpunten | Sets | Sets | Sets  |
| # | Ploeg                  | G           | W           | V           | W          | V          | Ratio      | W    | V    | Ratio |
| - | ---------------------- | ----------- | ----------- | ----------- | ---------- | ---------- | ---------- | ---- | ---- | ----- |
| 1 | Adriana Behar / Shelda | 1           | 1           | 0           | 42         | 14         | 3,000      | 2    | 0    | MAX   |
| 2 | Seike / Torii          | 1           | 0           | 1           | 42         | 14         | 0,333      | 0    | 2    | 0,000 |

| Datum      |                        | Score |               | Set 1  | Set 2  | Set 3 |
| ---------- | ---------------------- | ----- | ------------- | ------ | ------ | ----- |
| 1 augustus | Adriana Behar / Shelda | 2 – 0 | Seike / Torii | 21 – 7 | 21 – 7 |       |

### Groep B
| # | Ploeg              | Wedstrijden | Wedstrijden | Wedstrijden | Spelpunten | Spelpunten | Spelpunten | Sets | Sets | Sets  |
| # | Ploeg              | G           | W           | V           | W          | V          | Ratio      | W    | V    | Ratio |
| - | ------------------ | ----------- | ----------- | ----------- | ---------- | ---------- | ---------- | ---- | ---- | ----- |
| 1 | Youngs / Fontana   | 2           | 2           | 0           | 84         | 49         | 1,714      | 4    | 0    | MAX   |
| 2 | Pangka / Arlaisuk  | 2           | 1           | 1           | 71         | 75         | 0,947      | 2    | 2    | 1,000 |
| 3 | Jonuzi / Lundqvist | 2           | 0           | 2           | 53         | 84         | 0,631      | 0    | 4    | 0,000 |

| Datum      |                   | Score |                    | Set 1   | Set 2   | Set 3 |
| ---------- | ----------------- | ----- | ------------------ | ------- | ------- | ----- |
| 1 augustus | Pangka / Arlaisuk | 2 – 0 | Jonuzi / Lundqvist | 21 – 18 | 21 – 15 |       |
| 1 augustus | Youngs / Fontana  | 2 – 0 | Jonuzi / Lundqvist | 21 – 10 | 21 – 10 |       |
| 1 augustus | Youngs / Fontana  | 2 – 0 | Pangka / Arlaisuk  | 21 – 14 | 21 – 15 |       |

### Groep C
| # | Ploeg                  | Wedstrijden | Wedstrijden | Wedstrijden | Spelpunten | Spelpunten | Spelpunten | Sets | Sets | Sets  |
| # | Ploeg                  | G           | W           | V           | W          | V          | Ratio      | W    | V    | Ratio |
| - | ---------------------- | ----------- | ----------- | ----------- | ---------- | ---------- | ---------- | ---- | ---- | ----- |
| 1 | Sandra Pires / Minello | 2           | 2           | 0           | 84         | 48         | 1,750      | 4    | 0    | MAX   |
| 2 | Tokuno / Kusuhara      | 2           | 1           | 1           | 74         | 69         | 1,072      | 2    | 2    | 1,000 |
| 3 | Stampfer / Meissinger  | 2           | 0           | 2           | 43         | 84         | 0,512      | 0    | 4    | 0,000 |

| Datum      |                        | Score |                       | Set 1   | Set 2   | Set 3 |
| ---------- | ---------------------- | ----- | --------------------- | ------- | ------- | ----- |
| 1 augustus | Tokuno / Kusuhara      | 2 – 0 | Stampfer / Meissinger | 21 – 11 | 21 – 16 |       |
| 1 augustus | Sandra Pires / Minello | 2 – 0 | Stampfer / Meissinger | 21 – 6  | 21 – 10 |       |
| 1 augustus | Sandra Pires / Minello | 2 – 0 | Tokuno / Kusuhara     | 21 – 18 | 21 – 14 |       |

### Groep D
| # | Ploeg              | Wedstrijden | Wedstrijden | Wedstrijden | Spelpunten | Spelpunten | Spelpunten | Sets | Sets | Sets  |
| # | Ploeg              | G           | W           | V           | W          | V          | Ratio      | W    | V    | Ratio |
| - | ------------------ | ----------- | ----------- | ----------- | ---------- | ---------- | ---------- | ---- | ---- | ----- |
| 1 | Cook / Pottharst   | 2           | 2           | 0           | 84         | 50         | 1,680      | 4    | 0    | MAX   |
| 2 | Schuller / Pereira | 2           | 1           | 1           | 70         | 67         | 1,045      | 2    | 2    | 1,000 |
| 3 | Marini / Folco     | 2           | 0           | 2           | 47         | 84         | 0,560      | 0    | 4    | 0,000 |

| Datum      |                    | Score |                    | Set 1   | Set 2   | Set 3 |
| ---------- | ------------------ | ----- | ------------------ | ------- | ------- | ----- |
| 1 augustus | Schuller / Pereira | 2 – 0 | Marina / Folco     | 21 – 13 | 21 – 12 |       |
| 1 augustus | Cook / Pottharst   | 2 – 0 | Marina / Folco     | 21 – 9  | 21 – 13 |       |
| 1 augustus | Cook / Pottharst   | 2 – 0 | Schuller / Pereira | 21 – 16 | 21 – 12 |       |

### Groep E
| # | Ploeg            | Wedstrijden | Wedstrijden | Wedstrijden | Spelpunten | Spelpunten | Spelpunten | Sets | Sets | Sets  |
| # | Ploeg            | G           | W           | V           | W          | V          | Ratio      | W    | V    | Ratio |
| - | ---------------- | ----------- | ----------- | ----------- | ---------- | ---------- | ---------- | ---- | ---- | ----- |
| 1 | Huerta / Galindo | 2           | 2           | 0           | 95         | 62         | 1,532      | 4    | 1    | 4,000 |
| 2 | McPeak / Arce    | 2           | 1           | 1           | 86         | 73         | 1,178      | 3    | 2    | 1,500 |
| 3 | Todd / Drummond  | 2           | 0           | 2           | 38         | 84         | 0,452      | 0    | 4    | 0,000 |

| Datum      |                  | Score |                  | Set 1   | Set 2   | Set 3  |
| ---------- | ---------------- | ----- | ---------------- | ------- | ------- | ------ |
| 1 augustus | Huerta / Galindo | 2 – 0 | Todd / Drummond  | 21 – 11 | 21 – 7  |        |
| 1 augustus | McPeak / Arce    | 2 – 0 | Todd / Drummond  | 21 – 9  | 21 – 11 |        |
| 1 augustus | McPeak / Arce    | 1 – 2 | Huerta / Galindo | 15 – 21 | 21 – 17 | 8 – 15 |

### Groep F
| # | Ploeg                       | Wedstrijden | Wedstrijden | Wedstrijden | Spelpunten | Spelpunten | Spelpunten | Sets | Sets | Sets  |
| # | Ploeg                       | G           | W           | V           | W          | V          | Ratio      | W    | V    | Ratio |
| - | --------------------------- | ----------- | ----------- | ----------- | ---------- | ---------- | ---------- | ---- | ---- | ----- |
| 1 | Walsh / May                 | 2           | 2           | 0           | 95         | 80         | 1,188      | 4    | 0    | MAX   |
| 2 | Jantsjoelova / Jantsjoelova | 2           | 1           | 1           | 83         | 90         | 0,922      | 2    | 3    | 0,667 |
| 3 | Trüssel / Kölliker          | 2           | 0           | 2           | 92         | 100        | 0,920      | 1    | 4    | 0,250 |

| Datum      |                             | Score |                             | Set 1   | Set 2   | Set 3  |
| ---------- | --------------------------- | ----- | --------------------------- | ------- | ------- | ------ |
| 1 augustus | Jantsjoelova / Jantsjoelova | 2 – 1 | Trüssel / Kölliker          | 12 – 21 | 21 – 17 | 15 – 9 |
| 1 augustus | Walsh / May                 | 2 – 0 | Trüssel / Kölliker          | 21 – 16 | 31 – 29 |        |
| 1 augustus | Walsh / May                 | 2 – 0 | Jantsjoelova / Jantsjoelova | 22 – 20 | 21 – 15 |        |

### Groep G
| # | Ploeg              | Wedstrijden | Wedstrijden | Wedstrijden | Spelpunten | Spelpunten | Spelpunten | Sets | Sets | Sets  |
| # | Ploeg              | G           | W           | V           | W          | V          | Ratio      | W    | V    | Ratio |
| - | ------------------ | ----------- | ----------- | ----------- | ---------- | ---------- | ---------- | ---- | ---- | ----- |
| 1 | Larrea / Fernández | 2           | 2           | 0           | 84         | 52         | 1,615      | 4    | 0    | MAX   |
| 2 | Gaxiola / García   | 2           | 1           | 1           | 68         | 72         | 0,944      | 2    | 2    | 1,000 |
| 3 | Ahmann / Schmidt   | 2           | 0           | 2           | 56         | 84         | 0,667      | 0    | 4    | 0,000 |

| Datum      |                    | Score |                  | Set 1   | Set 2   | Set 3 |
| ---------- | ------------------ | ----- | ---------------- | ------- | ------- | ----- |
| 1 augustus | Ahmann / Schmidt   | 0 – 2 | Gaxiola / García | 14 – 21 | 16 – 21 |       |
| 1 augustus | Larrea / Fernández | 2 – 0 | Gaxiola / García | 21 – 18 | 21 – 8  |       |
| 1 augustus | Larrea / Fernández | 2 – 0 | Ahmann / Schmidt | 21 – 11 | 21 – 15 |       |

### Groep H
| # | Ploeg                  | Wedstrijden | Wedstrijden | Wedstrijden | Spelpunten | Spelpunten | Spelpunten | Sets | Sets | Sets  |
| # | Ploeg                  | G           | W           | V           | W          | V          | Ratio      | W    | V    | Ratio |
| - | ---------------------- | ----------- | ----------- | ----------- | ---------- | ---------- | ---------- | ---- | ---- | ----- |
| 1 | Jackie Silva / Claudia | 2           | 2           | 0           | 84         | 45         | 1,867      | 4    | 0    | MAX   |
| 2 | Syren / Luge           | 2           | 1           | 1           | 72         | 91         | 0,791      | 2    | 3    | 0,667 |
| 3 | Scharf / Beinsen       | 2           | 0           | 2           | 73         | 93         | 0,785      | 1    | 4    | 0,250 |

| Datum      |                        | Score |                  | Set 1   | Set 2   | Set 3   |
| ---------- | ---------------------- | ----- | ---------------- | ------- | ------- | ------- |
| 1 augustus | Syren / Luge           | 2 – 1 | Scharf / Beinsen | 21 – 15 | 15 – 21 | 15 – 13 |
| 1 augustus | Jackie Silva / Claudia | 2 – 0 | Scharf / Beinsen | 21 – 9  | 21 – 15 |         |
| 1 augustus | Jackie Silva / Claudia | 2 – 0 | Syren / Luge     | 21 – 16 | 21 – 5  |         |

### Groep I
| # | Ploeg               | Wedstrijden | Wedstrijden | Wedstrijden | Spelpunten | Spelpunten | Spelpunten | Sets | Sets | Sets  |
| # | Ploeg               | G           | W           | V           | W          | V          | Ratio      | W    | V    | Ratio |
| - | ------------------- | ----------- | ----------- | ----------- | ---------- | ---------- | ---------- | ---- | ---- | ----- |
| 1 | Gougeon / Lessard   | 2           | 2           | 0           | 94         | 78         | 1,205      | 4    | 1    | 4,000 |
| 2 | Swoboda / Mellitzer | 2           | 1           | 1           | 67         | 76         | 0,882      | 2    | 2    | 1,000 |
| 3 | Boileau / Morin     | 2           | 0           | 2           | 87         | 94         | 0,926      | 1    | 4    | 0,250 |

| Datum      |                     | Score |                   | Set 1   | Set 2   | Set 3   |
| ---------- | ------------------- | ----- | ----------------- | ------- | ------- | ------- |
| 1 augustus | Gougeon / Lessard   | 2 – 1 | Boileau / Morin   | 21 – 18 | 15 – 21 | 16 – 14 |
| 1 augustus | Swoboda / Mellitzer | 2 – 0 | Boileau / Morin   | 21 – 17 | 21 – 17 |         |
| 1 augustus | Swoboda / Mellitzer | 0 – 2 | Gougeon / Lessard | 11 – 21 | 14 – 21 |         |

### Groep J
| # | Ploeg                 | Wedstrijden | Wedstrijden | Wedstrijden | Spelpunten | Spelpunten | Spelpunten | Sets | Sets | Sets  |
| # | Ploeg                 | G           | W           | V           | W          | V          | Ratio      | W    | V    | Ratio |
| - | --------------------- | ----------- | ----------- | ----------- | ---------- | ---------- | ---------- | ---- | ---- | ----- |
| 1 | Maaseide / Glesnes    | 2           | 2           | 0           | 84         | 52         | 1,615      | 4    | 0    | MAX   |
| 2 | Skrivan / Gintzburger | 2           | 1           | 1           | 74         | 78         | 0,949      | 2    | 2    | 1,000 |
| 3 | Montagnolli / Pichler | 2           | 0           | 2           | 58         | 86         | 0,674      | 0    | 4    | 0,000 |

| Datum      |                       | Score |                       | Set 1   | Set 2   | Set 3 |
| ---------- | --------------------- | ----- | --------------------- | ------- | ------- | ----- |
| 1 augustus | Maaseide / Glesnes    | 2 – 0 | Skrivan / Gintzburger | 21 – 14 | 21 – 16 |       |
| 1 augustus | Montagnolli / Pichler | 0 – 2 | Skrivan / Gintzburger | 15 – 21 | 21 – 23 |       |
| 1 augustus | Montagnolli / Pichler | 0 – 2 | Maaseide / Glesnes    | 11 – 21 | 11 – 21 |       |

### Groep K
| # | Ploeg                  | Wedstrijden | Wedstrijden | Wedstrijden | Spelpunten | Spelpunten | Spelpunten | Sets | Sets | Sets  |
| # | Ploeg                  | G           | W           | V           | W          | V          | Ratio      | W    | V    | Ratio |
| - | ---------------------- | ----------- | ----------- | ----------- | ---------- | ---------- | ---------- | ---- | ---- | ----- |
| 1 | Chi Rong / Xiong Zi    | 2           | 2           | 0           | 84         | 59         | 1,424      | 4    | 0    | MAX   |
| 2 | Sfyri / Karadassiou    | 2           | 1           | 1           | 91         | 103        | 0,883      | 2    | 3    | 0,667 |
| 3 | Schnyder-Benoit / Kuhn | 2           | 0           | 2           | 91         | 104        | 0,875      | 1    | 4    | 0,250 |

| Datum      |                     | Score |                        | Set 1   | Set 2   | Set 3   |
| ---------- | ------------------- | ----- | ---------------------- | ------- | ------- | ------- |
| 1 augustus | Sfyri / Karadassiou | 2 – 1 | Schnyder-Benoit / Kuhn | 21 – 19 | 18 – 21 | 23 – 21 |
| 1 augustus | Chi Rong / Xiong Zi | 2 – 0 | Schnyder-Benoit / Kuhn | 21 – 14 | 21 – 16 |         |
| 1 augustus | Chi Rong / Xiong Zi | 2 – 0 | Sfyri / Karadassiou    | 21 – 14 | 21 – 15 |         |

### Groep L
| # | Ploeg              | Wedstrijden | Wedstrijden | Wedstrijden | Spelpunten | Spelpunten | Spelpunten | Sets | Sets | Sets  |
| # | Ploeg              | G           | W           | V           | W          | V          | Ratio      | W    | V    | Ratio |
| - | ------------------ | ----------- | ----------- | ----------- | ---------- | ---------- | ---------- | ---- | ---- | ----- |
| 1 | Celbová / Nováková | 2           | 2           | 0           | 98         | 73         | 1,342      | 4    | 1    | 4,000 |
| 2 | Wood / Bragado     | 2           | 1           | 1           | 96         | 85         | 1,129      | 3    | 2    | 1,500 |
| 3 | Barrera / Burte    | 2           | 0           | 2           | 48         | 84         | 0,571      | 0    | 4    | 0,000 |

| Datum      |                    | Score |                 | Set 1   | Set 2   | Set 3   |
| ---------- | ------------------ | ----- | --------------- | ------- | ------- | ------- |
| 1 augustus | Wood / Bragado     | 2 – 0 | Barrera / Burte | 21 – 15 | 21 – 14 |         |
| 1 augustus | Celbová / Nováková | 2 – 0 | Barrera / Burte | 21 – 7  | 21 – 12 |         |
| 1 augustus | Celbová / Nováková | 2 – 1 | Wood / Bragado  | 21 – 19 | 20 – 22 | 15 – 13 |

### Groep M
| # | Ploeg               | Wedstrijden | Wedstrijden | Wedstrijden | Spelpunten | Spelpunten | Spelpunten | Sets | Sets | Sets  |
| # | Ploeg               | G           | W           | V           | W          | V          | Ratio      | W    | V    | Ratio |
| - | ------------------- | ----------- | ----------- | ----------- | ---------- | ---------- | ---------- | ---- | ---- | ----- |
| 1 | Kadijk / Leenstra   | 2           | 2           | 0           | 97         | 76         | 1,276      | 4    | 1    | 4,000 |
| 2 | Tian Jia / Wang Fei | 2           | 1           | 1           | 86         | 85         | 1,012      | 3    | 2    | 1,500 |
| 3 | Minusa / Pūliņa     | 2           | 0           | 2           | 63         | 85         | 0,741      | 0    | 4    | 0,000 |

| Datum      |                     | Score |                   | Set 1   | Set 2   | Set 3  |
| ---------- | ------------------- | ----- | ----------------- | ------- | ------- | ------ |
| 1 augustus | Kadijk / Leenstra   | 2 – 0 | Minusa / Pūliņa   | 22 – 20 | 21 – 12 |        |
| 1 augustus | Tian Jia / Wang Fei | 2 – 0 | Minusa / Pūliņa   | 21 – 18 | 21 – 13 |        |
| 1 augustus | Tian Jia / Wang Fei | 1 – 2 | Kadijk / Leenstra | 15 – 21 | 21 – 18 | 8 – 15 |

### Groep N
| # | Ploeg                  | Wedstrijden | Wedstrijden | Wedstrijden | Spelpunten | Spelpunten | Spelpunten | Sets | Sets | Sets  |
| # | Ploeg                  | G           | W           | V           | W          | V          | Ratio      | W    | V    | Ratio |
| - | ---------------------- | ----------- | ----------- | ----------- | ---------- | ---------- | ---------- | ---- | ---- | ----- |
| 1 | Masakayan / DeNecochea | 2           | 2           | 0           | 84         | 53         | 1,585      | 4    | 0    | MAX   |
| 2 | Gerlic / Clarke        | 2           | 1           | 1           | 71         | 74         | 0,988      | 2    | 2    | 1,000 |
| 3 | Nagy / Schlegl         | 2           | 0           | 2           | 56         | 84         | 0,667      | 0    | 4    | 0,000 |

| Datum      |                        | Score |                 | Set 1   | Set 2   | Set 3 |
| ---------- | ---------------------- | ----- | --------------- | ------- | ------- | ----- |
| 1 augustus | Gerlic / Clarke        | 2 – 0 | Nagy / Schlegl  | 21 – 17 | 21 – 15 |       |
| 1 augustus | Masakayan / DeNecochea | 2 – 0 | Nagy / Schlegl  | 21 – 15 | 21 – 9  |       |
| 1 augustus | Masakayan / DeNecochea | 2 – 0 | Garlic / Clarke | 21 – 14 | 21 – 15 |       |

### Groep O
| # | Ploeg                | Wedstrijden | Wedstrijden | Wedstrijden | Spelpunten | Spelpunten | Spelpunten | Sets | Sets | Sets  |
| # | Ploeg                | G           | W           | V           | W          | V          | Ratio      | W    | V    | Ratio |
| - | -------------------- | ----------- | ----------- | ----------- | ---------- | ---------- | ---------- | ---- | ---- | ----- |
| 1 | Perrotta / Gattelli  | 2           | 1           | 1           | 83         | 80         | 1,038      | 2    | 2    | 1,000 |
| 2 | Bruschini / Solazzi  | 2           | 1           | 1           | 80         | 81         | 0,988      | 2    | 2    | 1,000 |
| 3 | Friedrichsen / Müsch | 2           | 1           | 1           | 79         | 81         | 0,975      | 2    | 2    | 1,000 |

| Datum      |                     | Score |                      | Set 1   | Set 2   | Set 3 |
| ---------- | ------------------- | ----- | -------------------- | ------- | ------- | ----- |
| 1 augustus | Perrotta / Gattelli | 2 – 0 | Friedrichsen / Müsch | 21 – 16 | 23 – 21 |       |
| 1 augustus | Bruschini / Solazzi | 0 – 2 | Friedrichsen / Müsch | 19 – 21 | 18 – 21 |       |
| 1 augustus | Bruschini / Solazzi | 2 – 0 | Perrotta / Gattelli  | 22 – 20 | 21 – 19 |       |

### Groep P
| # | Ploeg                     | Wedstrijden | Wedstrijden | Wedstrijden | Spelpunten | Spelpunten | Spelpunten | Sets | Sets | Sets  |
| # | Ploeg                     | G           | W           | V           | W          | V          | Ratio      | W    | V    | Ratio |
| - | ------------------------- | ----------- | ----------- | ----------- | ---------- | ---------- | ---------- | ---- | ---- | ----- |
| 1 | Pohl / Rau                | 2           | 2           | 0           | 84         | 51         | 1,647      | 4    | 0    | MAX   |
| 2 | Tobiášová / Těknědžjanová | 2           | 1           | 1           | 68         | 67         | 1,015      | 2    | 2    | 1,000 |
| 3 | Sumper / Basagic          | 2           | 0           | 2           | 50         | 84         | 0,595      | 0    | 4    | 0,000 |

| Datum      |                           | Score |                           | Set 1   | Set 2   | Set 3 |
| ---------- | ------------------------- | ----- | ------------------------- | ------- | ------- | ----- |
| 1 augustus | Tobiášová / Těknědžjanová | 2 – 0 | Sumper / Basagic          | 21 – 14 | 21 – 11 |       |
| 1 augustus | Pohl / Rau                | 2 – 0 | Sumper / Basagic          | 21 – 13 | 21 – 12 |       |
| 1 augustus | Pohl / Rau                | 2 – 0 | Tobiášová / Těknědžjanová | 21 – 13 | 21 – 13 |       |

## Knockoutfase
| Zestiende finale | Zestiende finale            | Zestiende finale | Zestiende finale | Zestiende finale |  |    | Achtste finale         | Achtste finale         | Achtste finale | Achtste finale | Achtste finale |  |  | Kwartfinale | Kwartfinale            | Kwartfinale | Kwartfinale | Kwartfinale |  |  | Halve finale | Halve finale           | Halve finale | Halve finale | Halve finale |  |              | Finale             | Finale                 | Finale       | Finale       | Finale |
|                  |                             |                  |                  |                  |  |    |                        |                        |                |                |                |  |  |             |                        |             |             |             |  |  |              |                        |              |              |              |  |              |                    |                        |              |              |        |
| 1                | Adriana Behar / Shelda      | 21               | 21               |                  |  |    |                        |                        |                |                |                |  |  |             |                        |             |             |             |  |  |              |                        |              |              |              |  |              |                    |                        |              |              |        |
| 30               | Tokuno / Kusuhara           | 14               | 14               |                  |  |    | 1                      | Adriana Behar / Shelda | 21             | 21             |                |  |  |             |                        |             |             |             |  |  |              |                        |              |              |              |  |              |                    |                        |              |              |        |
| 19               | Gerlic / Clarke             | 21               | 21               |                  |  | 19 | Gerlic / Clarke        | 11                     | 18             |                |                |  |  |             |                        |             |             |             |  |  |              |                        |              |              |              |  |              |                    |                        |              |              |        |
| 16               | Pohl / Rau                  | 19               | 15               |                  |  |    |                        |                        |                |                |                |  |  | 1           | Adriana Behar / Shelda | 21          | 21          |             |  |  |              |                        |              |              |              |  |              |                    |                        |              |              |        |
| 24               | Gougeon / Lessard           | 21               | 17               | 10               |  |    |                        |                        |                |                |                |  |  | 8           | Jackie Silva / Claudia | 13          | 12          |             |  |  |              |                        |              |              |              |  |              |                    |                        |              |              |        |
| 22               | Sfyri / Karadassiou         | 18               | 21               | 15               |  |    | 22                     | Sfyri / Karadassiou    | 21             | 25             | 12             |  |  |             |                        |             |             |             |  |  |              |                        |              |              |              |  |              |                    |                        |              |              |        |
| 27               | Jantsjoelova / Jantsjoelova | 19               | 16               |                  |  | 8  | Jackie Silva / Claudia | 15                     | 27             | 15             |                |  |  |             |                        |             |             |             |  |  |              |                        |              |              |              |  |              |                    |                        |              |              |        |
| 8                | Jackie Silva / Claudia      | 21               | 21               |                  |  |    |                        |                        |                |                |                |  |  |             |                        |             |             |             |  |  | 1            | Adriana Behar / Shelda | 21           | 21           |              |  |              |                    |                        |              |              |        |
| 28               | Huerta / Galindo            | 24               | 19               |                  |  |    |                        |                        |                |                |                |  |  |             |                        |             |             |             |  |  | 12           | Celbová / Nováková     | 15           | 16           |              |  |              |                    |                        |              |              |        |
| 39               | Gaxiola / García            | 26               | 21               |                  |  |    | 39                     | Gaxiola / García       | 16             | 22             |                |  |  |             |                        |             |             |             |  |  |              |                        |              |              |              |  |              |                    |                        |              |              |        |
| 42               | Skrivan / Gintzburger       | 15               | 11               |                  |  | 12 | Celbová / Nováková     | 21                     | 24             |                |                |  |  |             |                        |             |             |             |  |  |              |                        |              |              |              |  |              |                    |                        |              |              |        |
| 12               | Celbová / Nováková          | 21               | 21               |                  |  |    |                        |                        |                |                |                |  |  | 12          | Celbová / Nováková     | 21          | 21          |             |  |  |              |                        |              |              |              |  |              |                    |                        |              |              |        |
| 20               | Kadijk / Leenstra           | 21               | 18               | 12               |  |    |                        |                        |                |                |                |  |  | 15          | Bruschini / Solazzi    | 17          | 16          |             |  |  |              |                        |              |              |              |  |              |                    |                        |              |              |        |
| 15               | Bruschini / Solazzi         | 15               | 21               | 15               |  |    | 15                     | Bruschini / Solazzi    | 17             | 21             | 15             |  |  |             |                        |             |             |             |  |  |              |                        |              |              |              |  |              |                    |                        |              |              |        |
| 31               | Pangka / Arlaisuk           | 11               | 18               |                  |  | 4  | Cook / Pottharst       | 21                     | 18             | 10             |                |  |  |             |                        |             |             |             |  |  |              |                        |              |              |              |  |              |                    |                        |              |              |        |
| 4                | Cook / Pottharst            | 21               | 21               |                  |  |    |                        |                        |                |                |                |  |  |             |                        |             |             |             |  |  |              |                        |              |              |              |  |              | 1                  | Adriana Behar / Shelda | 21           | 21           |        |
| 3                | Sandra Pires / Minello      | 21               | 21               |                  |  |    |                        |                        |                |                |                |  |  |             |                        |             |             |             |  |  |              |                        |              |              |              |  |              | 3                  | Sandra Pires / Minello | 16           | 18           |        |
| 29               | Schuller / Pereira          | 11               | 13               |                  |  |    | 3                      | Sandra Pires / Minello | 18             | 21             | 15             |  |  |             |                        |             |             |             |  |  |              |                        |              |              |              |  |              |                    |                        |              |              |        |
| 17               | Tobiášová / Těknědžjanová   | 11               | 17               |                  |  | 14 | Masakayan / DeNecochea | 21                     | 15             | 10             |                |  |  |             |                        |             |             |             |  |  |              |                        |              |              |              |  |              |                    |                        |              |              |        |
| 14               | Masakayan / DeNecochea      | 21               | 21               |                  |  |    |                        |                        |                |                |                |  |  | 3           | Sandra Pires / Minello | 23          | 21          |             |  |  |              |                        |              |              |              |  |              |                    |                        |              |              |        |
| 11               | Chi Rong / Xiong Zi         | 21               | 21               |                  |  |    |                        |                        |                |                |                |  |  | 11          | Chi Rong / Xiong Zi    | 21          | 19          |             |  |  |              |                        |              |              |              |  |              |                    |                        |              |              |        |
| 9                | Swoboda / Mellitzer         | 14               | 18               |                  |  |    | 11                     | Chi Rong / Xiong Zi    | 13             | 21             | 19             |  |  |             |                        |             |             |             |  |  |              |                        |              |              |              |  |              |                    |                        |              |              |        |
| 5                | McPeak / Arce               | 19               | 18               |                  |  | 6  | Walsh / May            | 21                     | 17             | 17             |                |  |  |             |                        |             |             |             |  |  |              |                        |              |              |              |  |              |                    |                        |              |              |        |
| 6                | Walsh / May                 | 21               | 21               |                  |  |    |                        |                        |                |                |                |  |  |             |                        |             |             |             |  |  | 3            | Sandra Pires / Minello | 21           | 13           | 15           |  |              |                    |                        |              |              |        |
| 7                | Larrea / Fernández          | 21               | 21               |                  |  |    |                        |                        |                |                |                |  |  |             |                        |             |             |             |  |  | 2            | Youngs / Fontana       | 19           | 21           | 13           |  |              |                    |                        |              |              |        |
| 25               | Syren / Luge                | 9                | 12               |                  |  |    | 7                      | Larrea / Fernández     | 14             | 16             |                |  |  |             |                        |             |             |             |  |  |              |                        |              |              |              |  |              |                    |                        |              |              |        |
| 21               | Wood / Bragado              | 25               | 19               | 19               |  | 21 | Wood / Bragado         | 21                     | 21             |                |                |  |  |             |                        |             |             |             |  |  |              |                        |              |              |              |  |              |                    |                        |              |              |        |
| 23               | Maaseide / Glesnes          | 23               | 21               | 17               |  |    |                        |                        |                |                |                |  |  | 21          | Wood / Bragado         | 12          | 21          |             |  |  |              |                        |              |              |              |  | Troostfinale | Troostfinale       | Troostfinale           | Troostfinale | Troostfinale |        |
| 18               | Perrotta / Gattelli         | 22               | 11               | 15               |  |    |                        |                        |                |                |                |  |  | 2           | Youngs / Fontana       | 21          | 23          |             |  |  |              |                        |              |              |              |  |              |                    |                        |              |              |        |
| 13               | Tian Jia / Wang Fei         | 20               | 21               | 13               |  |    | 18                     | Perrotta / Gattelli    | 14             | 21             | 6              |  |  |             |                        |             |             |             |  |  |              |                        |              |              |              |  | 12           | Celbová / Nováková | 21                     | 21           |              |        |
| 32               | Seike / Torii               | 14               | 10               |                  |  | 2  | Youngs / Fontana       | 21                     | 18             | 15             |                |  |  |             |                        |             |             |             |  |  |              |                        |              |              |              |  | 2            | Youngs / Fontana   | 17                     | 19           |              |        |
| 2                | Youngs / Fontana            | 21               | 21               |                  |  |    |                        |                        |                |                |                |  |  |             |                        |             |             |             |  |  |              |                        |              |              |              |  |              |                    |                        |              |              |        |

1997 ·
1999 ·
2001 ·
2003 ·
2005 ·
2007 ·
2009 ·
2011 ·
2013 ·
2015 ·
2017 ·
2019 ·
2022 ·
2023